# Siège de Silves (1190)
Pour les articles homonymes, voir Siège de Silves.
La siège de Silves de 1190 est une tentative almohade de s'emparer de Silves, occupée par les Portugais depuis 1189. 

## Contexte
Profitant de l'absence du calife almohade Abu Yusuf Yaqub al-Mansur en raison des révoltes provoqués en Ifriqiya par les Beni Ghania, les royaumes ibériques en profitent pour agrandir leurs territoires. Alphonse VIII de Castille harcèle Cordoue et Séville puis s'empare notamment de Magacela en juin 1190, tandis que les Portugais aidés par une flotte de croisés venus de Flandre, d'Angleterre et d'Allemagne, s'emparent d'Alvor ainsi que de Silves après un siège de quatre mois.
Mis au courant de la situation, le calife Abu Yusuf Yaqub al-Mansur passe le détroit avec son armée et débarque à Tarifa, puis atteint Cordoue en avril 1190. Il accepte des trêves avec la Castille et le Léon, pour mieux se concentrer contre le Portugal.

## Déroulement
Le 8 mai 1190, le calife Abu Yusuf Yaqub al-Mansur donne à son cousin Yaqub ben Abou Hafs, gouverneur de Séville, l'ordre de s'emparer de Silves. Celui-ci lève une importante armée composée des garnisons des villes de Séville et Grenade, de contingents Haskoura et Sanhadja du Haut Atlas marocain, et de volontaires andalous. Le 5 juillet, l'armée almohade met le siège devant Silves, avec ses machines de guerre. Les Portugais résistent, poussant les Almohades à mettre fin aux opérations.

## Sources

### Sources bibliographiques
1. 1 2 3  Buresi et El Aallaoui 2013, p. 43
2. ↑  Guichard 2019, p. 28
3. ↑  Cressier 2006, p. 83

#### Francophone
- Patrice Cressier, La maîtrise de l'eau en al-Andalus : paysages, pratiques et techniques, Casa de Velazquez, 2006, 345 p. (lire en ligne)
- Pascal Buresi et Hicham El Aallaoui, Gouverner l'empire: La nomination des fonctionnaires provinciaux dans l'empire almohade (Maghreb, 1224-1269) : Volume 60 de Bibliothèque de la Casa de Velázquez, Casa de Velázquez, 2013, 550 p. (lire en ligne)
- Pierre Guichard, L'Espagne et la Sicile musulmanes : Aux xie et xiie siècles, Presses universitaires de Lyon, 2019, 242 p. (lire en ligne)